# Mohamed Bangura (Fußballspieler)

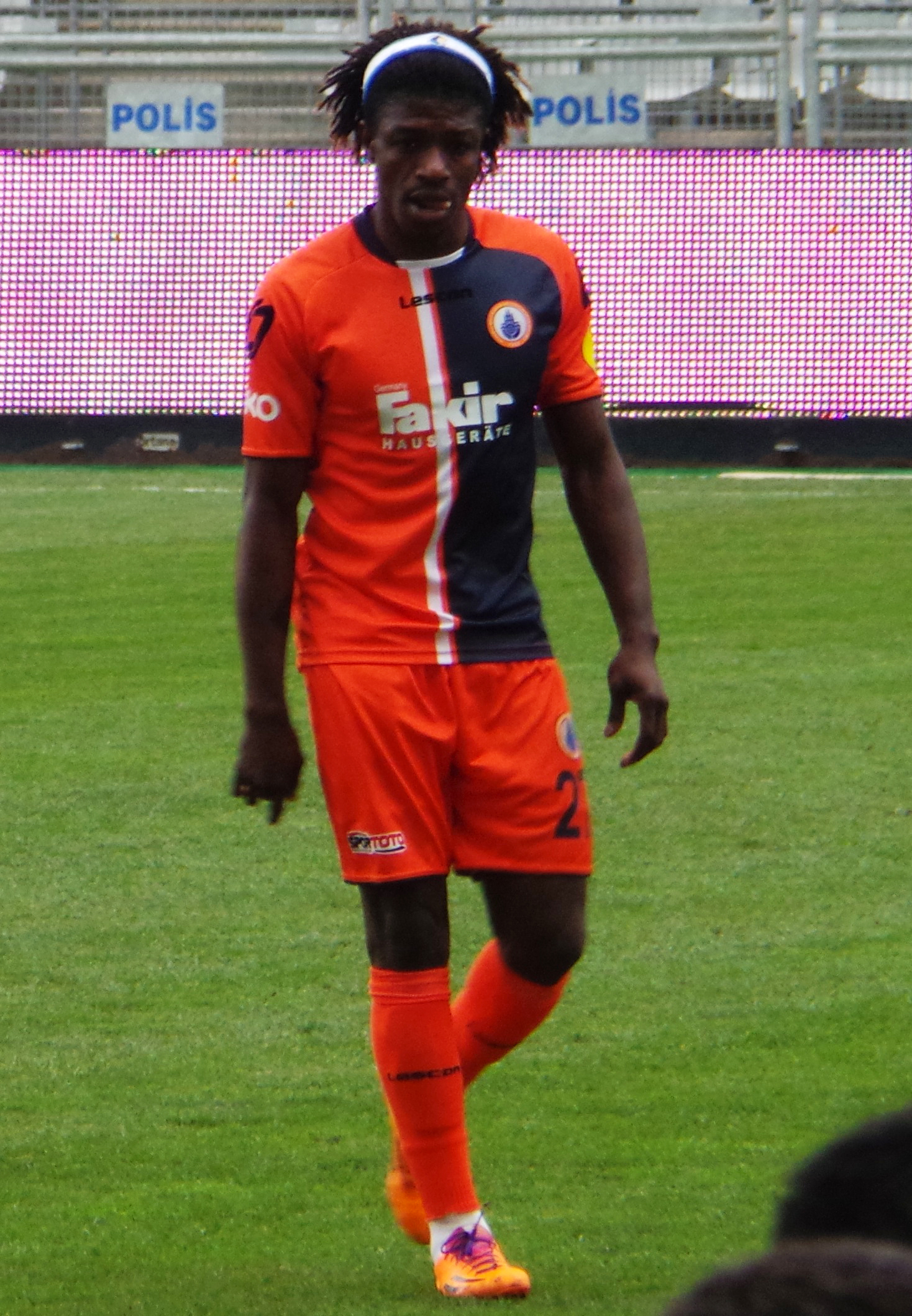
Mohamed Bangura (2014)

Mohamed Bangura (* 27. Juli 1989 in Freetown) ist ein vereinsloser sierra-leonischer Fußballspieler. Er bestritt einen Großteil seiner bisherigen Karriere in Schweden und Schottland, wo er zweimal im Meisterkader von Celtic Glasgow stand.

## Werdegang

### Karrierestart im Heimatland und Durchbruch in Schweden
Bangura begann seine Karriere im Erwachsenenbereich 2005 beim FC Kallon in seiner Heimatstadt. Dort entwickelte er sich zu einem torgefährlichen Stürmer, was Anfang 2010 in seiner ersten Berufung für die sierra-leonische Nationalmannschaft gipfelte. Kurze Zeit später wechselte er nach Europa und schloss sich auf Leihbasis dem schwedischen Drittligisten IFK Värnamo in der Division 1 an. In der von Jonas Thern betreuten Mannschaft gehörte er schnell zu den Leistungsträgern und war in der ersten Hälfte der Drittliga-Spielzeit 2010 einer der Garanten, dass der Verein sich an der Tabellenspitze etablierte.
Als regelmäßiger Torschütze hatte Bangura höherklassig auf sich aufmerksam gemacht. Im Juli des Jahres wechselte er innerhalb Schwedens zum AIK in die erstklassige Allsvenskan und unterschrieb beim Klub aus Solna einen bis Ende 2013 gültigen Dreieinhalb-Jahres-Kontrakt. Zunächst debütierte er am 24. Juli als Einwechselspieler für Pontus Engblom bei der 0:1-Auswärtsniederlage gegen Malmö FF in der Allsvenskan, ehe er vier Tage später im Rahmen der Qualifikation zur Champions League 2010/11 gegen den norwegischen Vertreter Rosenborg BK an der Seite von Goran Ljubojević, Robert Åhman-Persson, Daniel Tjernström und Nils-Eric Johansson erstmals in der Startformation stand. Für den im Abstiegskampf befindlichen Klub zeigte er sich in der Folge als Torschütze nützlich: Nachdem er beim 2:1-Erfolg gegen IF Brommapojkarna Anfang August seine ersten beiden Tore in der Liga erzielt hatte, krönte er sich mit insgesamt sechs Saisontoren vereinsintern zum Torschützenkönig. Als Tabellenelfter blieb der Verein der Liga erhalten.
Zu Beginn der folgenden Spielzeit bildete Bangura gemeinsam mit seinem Landsmann Ibrahim Teteh Bangura das Sturmduo von AIK, wobei er einerseits weiterhin torgefährlich war, aber andererseits insbesondere als Vorlagengeber für den Sturmpartner in Erscheinung trat. Nachdem dieser den Klub in Richtung Türkei verlassen hatte, bildete er mit dem Ghanaer Kwame Karikari den Angriff des Stockholmer Vereins.

### Wanderjahre in Schottland, Schweden und der Türkei
Am 30. August 2011 unterschrieb Bangura einen Vertrag über vier Jahre bei Celtic Glasgow. Unter Trainer Neil Lennon spielte er jedoch nur eine untergeordnete Rolle und bestritt – nach dem er im regulären Teil der Spielzeit 2011/12 der Scottish Premier League neun Einsätze in der Regel als Einwechselspieler gehabt hatte – in der Meisterschaftsendrunde lediglich eine Partie, als der Klub seinen Vorsprung auf den Stadtrivalen Glasgow Rangers auf 20 Punkte ausbaute und die 43. schottische Meisterschaft in der Vereinsgeschichte gewann. Auch zu Beginn der folgenden Spielzeit war er nur Ergänzungsspieler, als er am vierten Spieltag beim Auswärtsspiel bei Inverness Caledonian Thistle bei einer 4:0-Führung eingewechselt wurde.
Kurz vor Ende der Sommertransferperiode wechselte Bangura daher auf Leihbasis bis zum Ende der Allsvenskan-Spielzeit 2012 zu AIK zurück, um dem Klub im Kampf um die Meisterschaft zu unterstützen. Anschließend kehrte er nach Schottland zurück, setzte sich aber erneut nicht durch und wurde dieses Mal für eine komplette Spielzeit an IF Elfsborg ebenfalls in der Allsvenskan verliehen. Mit sechs Saisontoren erfüllte er die in ihn gesetzten Erwartungen des Managements nicht, der Klub sah von einer über die Leihe hinausgehenden Verpflichtung des Spielers ab.
Im Frühjahr 2014 wechselte Bangura in die türkische TFF 1. Lig zu Istanbul Büyükşehir Belediyespor, verließ den Klub jedoch bereits im Sommer wieder. Nach einer Verletzung blieb er zunächst ohne Verein.

### Rückkehr nach Schweden und ein Gastspiel in China
Bangura kehrte im Herbst 2014 nach Schweden zurück, wo er sich während seiner Rehabilitierung im Amateurbereich bei Huddinge IF fit hielt. Im November nahm er am Training bei seinem ehemaligen Klub AIK teil und wurde Anfang Dezember mit einem bis Ende 2016 gültigen Vertrag mit Verlängerungsoption um eine Spielzeit verpflichtet. In der folgenden Saison erzielte er in 30 Ligaspielen acht Treffer und wechselte dann für eine Spielzeit zum damaligen chinesischen Zweitligisten Dalian Yifang.
Im Januar 2017 kehrte Nagura nach Schweden zurück und unterzeichnete einen Ein-Jahres-Kontrakt beim Zweitligisten Dalkurd FF. Bei zehn Saisoneinsätzen stand er lediglich zweimal in der Startformation, trotz des erstmaligen Aufstiegs in die Allsvenskan am Ende der Zweitligaspielzeit 2017 als Vizemeister hinter IF Brommapojkarna trennten sich daher die Wege. Kurzzeitig ohne Verein, schloss er sich im April 2018 dem Drittligisten Akropolis IF in der Division 1 an. Auch hier blieb ihm vornehmlich die Rolle des Ergänzungsspielers mit lediglich vier Startelfeinsätzen und zwei Saisontoren. Nach Ende der Drittliga-Spielzeit 2018, die der Klub auf dem vierten Tabellenplatz der Nordstaffel beendete, verließ er den Verein und ist seitdem vereinslos.

## Erfolge
- Sierra-Leonischer Meister: 2006
- Sierra-Leonischer Pokalsieger: 2006
- Schottischer Meister: 2012, 2013